# Шторх, Антон
Анто́н Шторх (нем. Anton Storch; 1 апреля 1892 — 26 ноября 1975) — немецкий политик, член ХДС. Первый послевоенный министр труда ФРГ.

## Образование и профессия
В 1906 году Шторх начал осваивать профессию плотника. В качестве подмастерья проработал до 1920 года, с перерывом в 1914—1918 годах, когда был солдатом на фронтах Первой мировой войны. С 1920 по 1931 год занимал руководящие должности в Ганновере, а также секретаря в христианском объединении работников деревообрабатывающей промышленности. В 1931—1933 годах возглавлял нижнесаксонское представительство всегерманского объединения профсоюзов. После запрета профсоюзов до 1939 года работал страховым агентом. Период с 1939 по 1945 год провёл в противопожарной службе Ганновера. С 1946 по 1948 был руководителем департамента социальной политики объединения немецких профсоюзов (ОНП) в британской зоне оккупации.
С 1966 года Антон Шторх был президентом мужского католического общества Германии.

## Партийная принадлежность и депутатская деятельность
Член ХДС с 1945 года.
В 1947—1949 годах входил в состав экономического совета объединённых территорий. Депутатом бундестага был с 1949 по 1965 год. Кроме того с 27 февраля 1958 по 21 декабря 1965 года являлся депутатом Европарламента, где с 1962 года возглавлял Комитет по вопросам здравоохранения.
В бундестаг проходил всегда от избирательного округа Оснабрюк.

## Государственные должности
В 1948—1949 годах в экономическом совете объединённых территорий руководил управлением труда.
20 сентября 1949 года был назначен федеральным министром труда. После выборов в бундестаг 1957 года 29 октября выбыл из состава федерального правительства.